# Wonoketingal
Wonoketingal is een bestuurslaag in het regentschap Demak van de provincie Midden-Java, Indonesië. Wonoketingal telt 5675 inwoners (volkstelling 2010).